# Carlos López Estrada
Carlos López Estrada (* 12. September 1988 in Mexiko-Stadt) ist ein US-amerikanisch-mexikanischer Regisseur für Filme, Musikvideos und Theater.

## Leben
Carlos López Estrada wuchs in Mexiko-Stadt auf. Seine Eltern arbeiteten für einen Lokalsender, seine Großmutter war eine Theaterschauspielerin. Mit 12 Jahren zog er in die Vereinigten Staaten. Später studierte er Film an der Chapman University in Orange County, Kalifornien.
Nach dem Studium begann er als Musikvideo-Regisseur zu arbeiten. Unter anderem drehte er für die Band Clipping. und gewann auch mit Jesse & Joys Me Voy einen Latin Grammy. Weitere Künstler waren Thundercat, Flying Lotus, Goo Goo Dolls, Billie Eilish (When the Party’s Over) und Katy Perry (Electric).
2015 arbeitete López Estrada für die Multimedia-Theater-Show Ded!, die sich auf den mexikanischen Feiertag Tag der Toten bezieht. Die Show wurde von ihm und Cristina Bercovitz für das Matrix Theater in Los Angeles konzipiert. 2016 führte er Regie bei einer Aufzeichnung von #BARS, einem Rap-Musical nach der Idee von Rafael Casal in Zusammenarbeit mit Rappern und Künstlern wie Daveed Diggs, Sarah Kay, Virginia Cavaliere, Jared Dixon, Perry Young, Sofia Snow, Danny Bevins, Dhyvia Arumugham, Ashley August, Lindsay Meck, Jeremy Sartin, Jon Viktor Corpuz and Nate Lombardi.
2015 erschien sein Kurzfilm Identity Theft, der auf einem Einakter von Andrew Rothschild beruhte, Der Film wurde beim Palm Springs International ShortFest uraufgeführt. 2017 folgte sein erster Langfilm Blindspotting, eine weitere Zusammenarbeit mit Daveed Diggs und Rafael Casal, die die Hauptrollen spielten. Der Film ist zum Teil autobiografisch und basiert auf dem Leben der beiden.
2021 drehte López Estrada zusammen mit Don Hall für Disney Raya und der letzte Drache für den er bei der Oscarverleihung 2022 in der Kategorie Bester animierter Spielfilm nominiert war. Er verließ Disney jedoch Anfang 2022 und schloss sich den Nexus Studios an.
Ende Juni 2023 wurde Carlos López Estrada Mitglied der Academy of Motion Picture Arts and Sciences.

## Filmografie

### Filme
- 2010: In Utero (Kurzfilm)
- 2012: Bear (Kurzfilm)
- 2012: The Dinner (Kurzfilm)
- 2015: Identity Theft (Kurzfilm)
- 2017: High & Mighty (Fernsehserie)
- 2018: Blindspotting
- 2020: Summertime
- 2021: Raya und der letzte Drache (Raya and the Last Dragon)
- 2024: Dìdi

### Musikvideos
- 2010: Noel Schajris – Momentos
- 2010: Maximum Balloon – Groove Me
- 2012: Reik – Creo en Ti
- 2013: Capital Cities – Kangaroo Court (2014 als Kurzfilm)
- 2014: Clipping. – Work Work
- 2014: Clipping. – Inside Out
- 2014: Clipping. – Get Up
- 2015: Black Taxi – Take Off the Edge
- 2015: Clipping. – Summertime
- 2015: Thundercat – Them Changes
- 2016: Clipping. – Air ’em Out
- 2016: Clipping. – Shooter
- 2017: Thundercat – Show You the Way
- 2017: Watsky – Exquisite Corpse
- 2018: Father John Misty – Mr. Tillman
- 2018: George Ezra – Shotgun
- 2018: Billie Eilish – When the Party’s Over
- 2019: Samm Henshaw – Church
- 2019: Static & Ben El feat. J Balvin – Tudo Bom
- 2019: Jasmine Cephas Jones – Moonlight
- 2019: Carly Rae Jepsen – Now That I Found You
- 2019: Half.Alive – Runaway
- 2019: Spirit Animal – Painkiller
- 2021: Jhené Aiko – Lead the Way
- 2021: Katy Perry – Electric
- 2021: Cuco – Under the Sun
- 2021: Jamila Woods – You Got Me
- 2022: Jesse & Joy – Imagina